# Robert LeRoy
Robert LeRoy (* 7. Februar 1885 in New York; † 7. September 1946 ebenda) war ein US-amerikanischer Tennisspieler.
LeRoy spielte College Tennis an der Columbia University in New York. In den Jahren 1904 und 1906 wurde er jeweils Meister bei den NCAA Division I Tennis Championships (NCAA) im Herreneinzel. Sein größter sportlicher Erfolg war der Gewinn zweier Silbermedaillen bei den Olympischen Sommerspielen 1904 in St. Louis im Herreneinzel und an der Seite von Alphonzo Bell auch im Herrendoppel. Damit wurde er nach Beals Wright zum erfolgreichsten Tennisspieler der Spiele dieses Jahres. Weitere Meriten sammelte er mit dem Erreichen des Finales bei den US Open 1907, als er im Finale William Larned unterlag, sowie mit dem dreifachen Gewinn des Cincinnati Masters in den Jahren 1907–1909. Insgesamt dreimal war er unter den zehn besten US-amerikanischen Spielern, mit dem besten Ergebnis im Jahr 1907, als er fünftbester wurde.
Später arbeitete LeRoy als Anwalt an der Wall Street. Seinen Bachelor of Laws machte er 1908 an der Columbia. Seine Frau Grace Arnold Moore war ebenfalls eine ambitionierte Tennisspielerin. 1923 gründete er das Museum of the City of New York, für das er bis zu seinem Tod als Verwalter tätig war.